# Marja Pärssinen
Marja Kristiina Pärssinen-Päivinen (Jyväskylä, Finlandia, 13 de marzo de 1971) es una nadadora, retirada, especializada en pruebas de estilo mariposa. Ganó la medalla de bronce en 50 metros mariposa durante el Campeonato Europeo de Natación en Piscina Corta de 1996.

## Palmarés internacional
| Campeonato Europeo de Natación en Piscina Corta | Campeonato Europeo de Natación en Piscina Corta | Campeonato Europeo de Natación en Piscina Corta | Campeonato Europeo de Natación en Piscina Corta |
| Año                                             | Lugar                                           | Medalla                                         | Prueba                                          |
| ----------------------------------------------- | ----------------------------------------------- | ----------------------------------------------- | ----------------------------------------------- |
| 1996                                            | Rostock (Alemania)                              | Medalla de bronce                               | 50 m mariposa                                   |